# Myrioneuron clarkei
Myrioneuron clarkei är en måreväxtart som beskrevs av Joseph Dalton Hooker. Myrioneuron clarkei ingår i släktet Myrioneuron och familjen måreväxter.
Artens utbredningsområde är Bangladesh. Inga underarter finns listade i Catalogue of Life.